# Dianthidium subparvum
Dianthidium subparvum là một loài Hymenoptera trong họ Megachilidae. Loài này được Swenk mô tả khoa học năm 1914.